# Пещерные церкви (Иваново)
Пещерные церкви в Иванове (болг. Ивановски скални църкви, Ивановски манастир) — комплекс церквей, часовен и келий, высеченных в скалах. Расположен в 21 км к югу от города Русе (Болгария) рядом с селом Иваново на высоте 32 м над каньоном реки Русенский Лом. В 1979 году комплекс включён в перечень Всемирного наследия ЮНЕСКО.

## История
Комплекс стал заселяться монахами с XIII века. В период расцвета монастыря в нём насчитывалось 40 церквей и часовен и около 300 монашеских келий. После XVII века монастырь стал необитаем и большая часть из его построек пришла в упадок.
Из пещерных церквей наиболее сохранились:
- Часовня Господев Дол — украшена богатой фресочной живописью, в расположенных рядом кельях обнаружена надпись, сообщающая, что болгарский царь Иван Тертер провел остаток своей жизни в этом монастыре и был в нём погребён;
- Скрытая Церковь — построена царём Иваном Ассеном II, чьё ктиторское изображение с храмом в руках присутствует на одной из фресок;
- «Церковь» — основана царём Иваном Александром (вторая половина XIV века), стены украшены фресками на библейский сюжет, выполненные в стиле искаженного Ренессанса;
- Внутренняя церковь.

## Фрески
В пяти церквях комплекса сохранились фрески XIII—XIV веков, являющиеся уникальным образцом средневековой болгарской стенописи. Во фресках заметно античное влияние — присутствуют изображения обнажённых кариатид, колонн, лепнины.

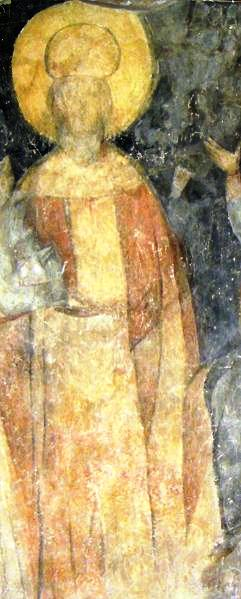
Иван Александр
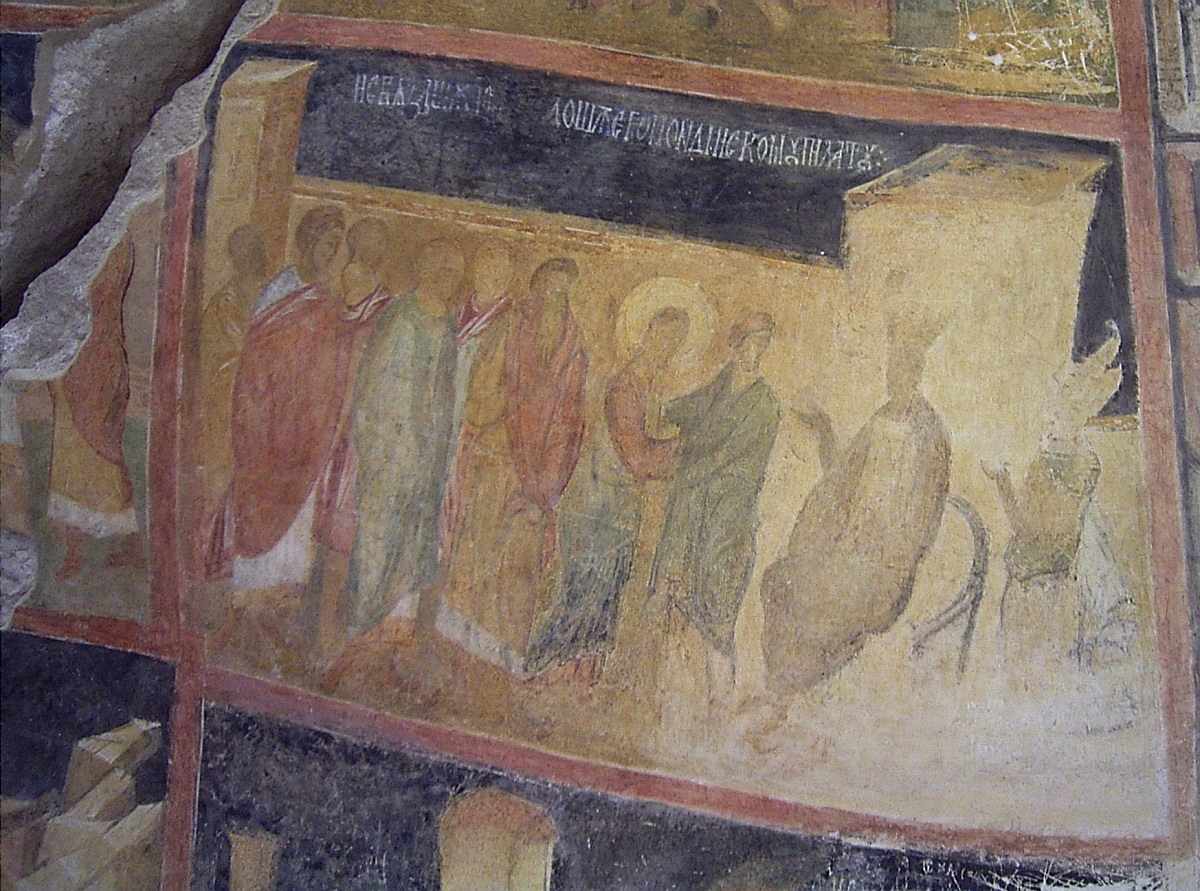
«Суд Пилата»
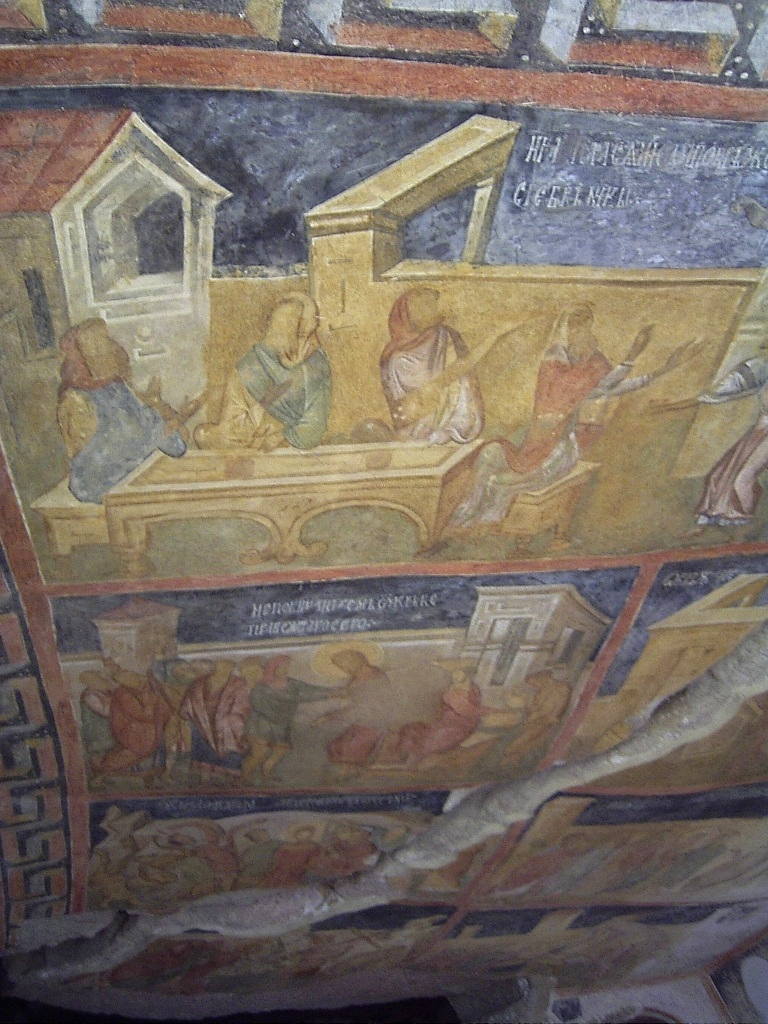
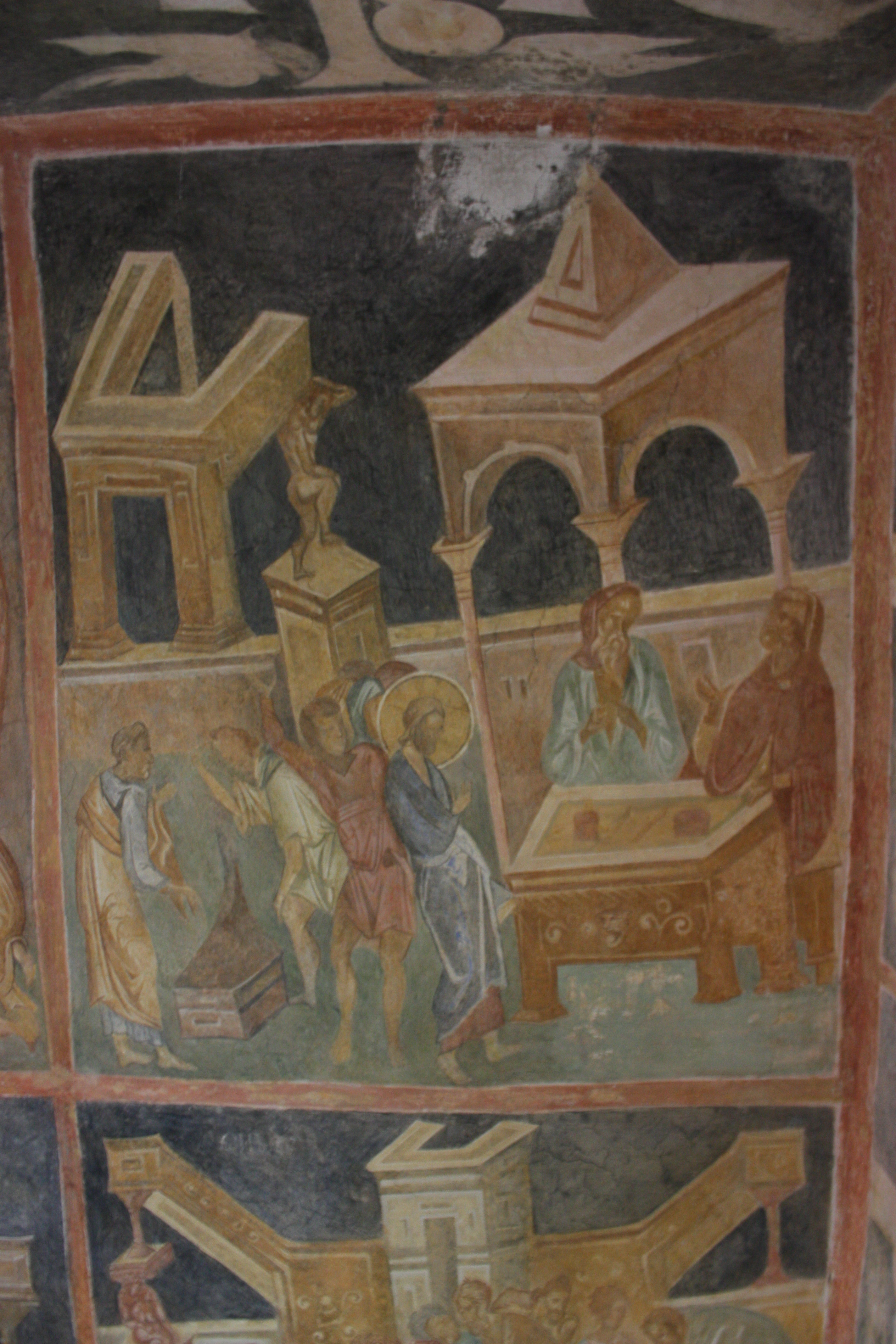